# Kiskályán
Kiskályán település Romániában, Kolozs megyében.

## Fekvése
Bethlentől északra, Ispánmező és Alsóilosva közt fekvő település.

## Története
Kiskaján nevét 1456-ban említette először oklevél Kyskayan néven.
1733-ban Kis Kajon, 1750-ben Kiskejan, 1760-1762-ben Kis-Kaján, 1808-ban Kajan (Kis), Kiskalyan, Kajanu mike néven írták.
1485-ben Kyskayan Harinai  néhai Farkas Miklós fiainak Tamásnak és Miklósnak a birtoka volt.
1502-ben a Harinai Farkas család, Harinai Farkas János volt birtokosa.
A 20. század elején Szolnok-Doboka vármegye Bethleni járásához tartozott.
1910-ben 929 lakosából 12 magyar, 35 német, 837 román volt. Ebből 875 görögkatolikus, 44 izraelita volt.